# Liste der Biografien/Sea
Liste der Biografien |
Portal Biografien |
Personensuche
# |
A |
B |
C |
D |
E |
F |
G |
H |
I |
J |
K |
L |
M |
N |
O |
P |
Q |
R |
S |
T |
U |
V |
W |
X |
Y |
Z |
?
 
Sa |
Sb |
Sc |
Sd |
Se |
Sf |
Sg |
Sh |
Si |
Sj |
Sk |
Sl |
Sm |
Sn |
So |
Sp |
Sq |
Sr |
Ss |
St |
Su |
Sv |
Sw |
Sy |
Sz
 
Sea |
Seb |
Sec |
Sed |
See |
Sef |
Seg |
Seh |
Sei |
Sej |
Sek |
Sel |
Sem |
Sen |
Seo |
Sep |
Seq |
Ser |
Ses |
Set |
Seu |
Sev |
Sew |
Sex |
Sey |
Sez
Die Liste der Biografien führt alle Personen auf, die in der deutschsprachigen Wikipedia einen Artikel haben. Dieses ist eine Teilliste mit 192 Einträgen von Personen, deren Namen mit den Buchstaben „Sea“ beginnt.

## Sea
- Sea, Daniel (* 1973), US-amerikanische Schauspieler und Musiker

### Seab
- Seaberg, Marc (1946–2024), deutscher Sänger und Musiker
- Seaborg, Glenn T. (1912–1999), US-amerikanischer Chemiker und KernphysikerGlenn T. Seaborg (1912–1999)

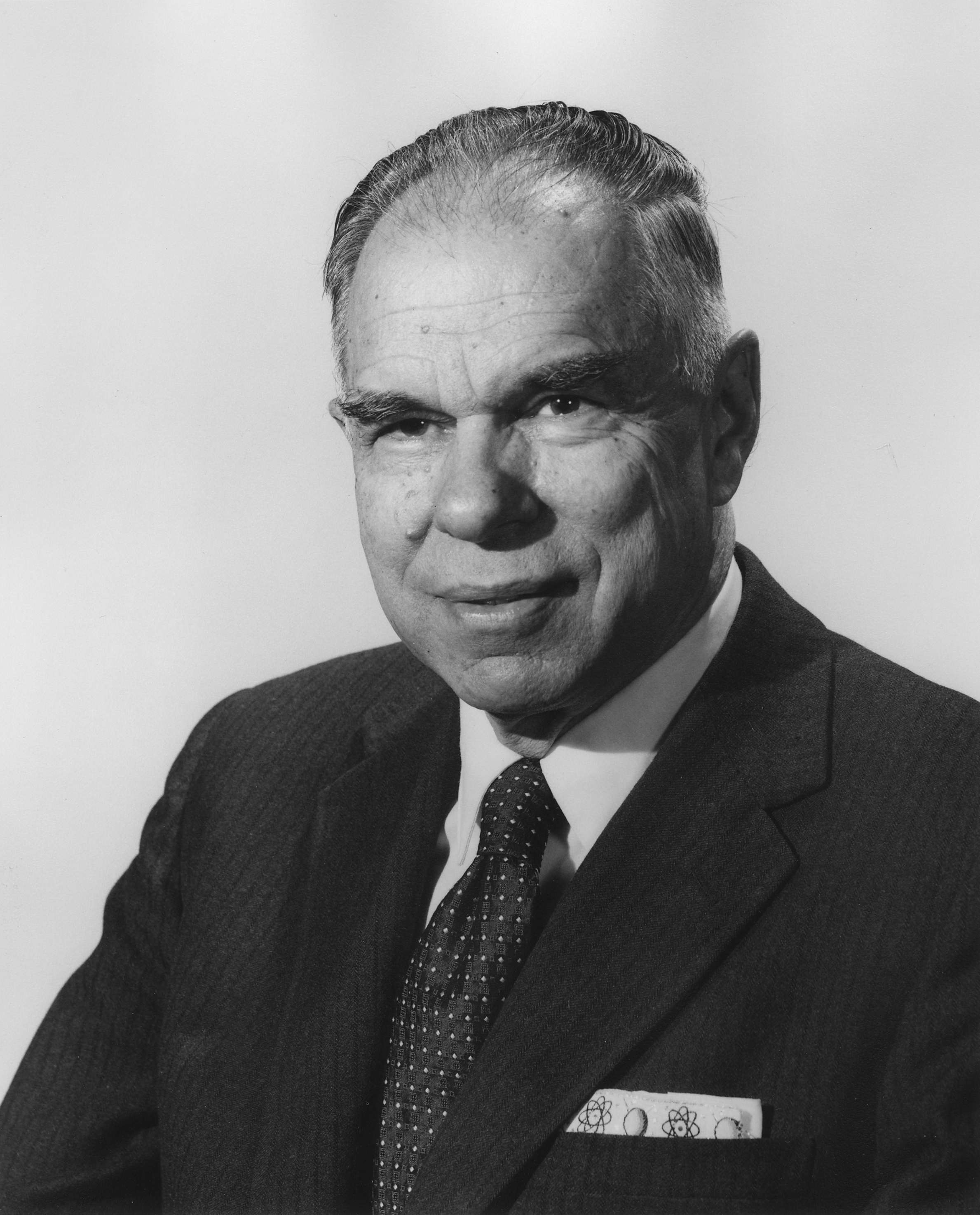
Glenn T. Seaborg (1912–1999)

- Seaborne, Pam (1935–2021), britische Hürdenläuferin
- Seabra, Manoel, brasilianischer Geograph
- Seabra, Manuel (1962–2014), portugiesischer Jurist und Politiker
- Seabra, Manuel de (1932–2017), portugiesischer Schriftsteller und Übersetzer
- Seabra, Pompeu de Sá Leão e (1908–1973), portugiesischer römisch-katholischer Ordensgeistlicher, Bischof von Malanje
- Seabra, Renato (* 1978), brasilianischer Radrennfahrer
- Seabra, Veríssimo Correia (1947–2004), guinea-bissauischer Politiker, Staatschef von Guinea-Bissau
- Seabra, Zita (* 1949), portugiesische Politikerin
- Seabright, Paul (* 1958), britischer Wirtschaftswissenschaftler
- Seabrook, Brandon, US-amerikanischer Jazzgitarrist und Banjospieler
- Seabrook, Brent (* 1985), kanadischer Eishockeyspieler
- Seabrook, Jordan (* 1987), US-amerikanischer Fußballspieler
- Seabrook, Whitemarsh Benjamin (1793–1855), US-amerikanischer Politiker
- Seabrook, William Buehler (1884–1945), US-amerikanischer Schriftsteller, Okkultist, Globetrotter und Journalist
- Seabrooke, Elliott (1886–1950), englischer Landschafts- und Stilllebenmaler
- Seabrooks, Kelvin (* 1963), US-amerikanischer Boxer im Bantamgewicht
- Seabury, Samuel (1729–1796), Bischof der Episcopal Church in the USA

### Seac
- Seack, Matthias (* 1962), deutscher Kanute und Unfallchirurg
- Seacole, Mary (1805–1881), britische Krankenpflegerin, Hoteliere und Autorin
- Seacrest, Ryan (* 1974), US-amerikanischer Fernsehmoderator

### Sead
- Seadi, Kauli (* 1982), brasilianischer Windsurfer
- Seadle, Michael (* 1950), US-amerikanischer Historiker und Informationswissenschaftler

### Seaf
- Seaford, Richard (1949–2023), britischer Gräzist

### Seag
- Seaga, Edward (1930–2019), jamaikanischer Politiker
- Seagal, Steven (* 1952), US-amerikanisch-russisch-serbischer SchauspielerSteven Seagal (* 1952)

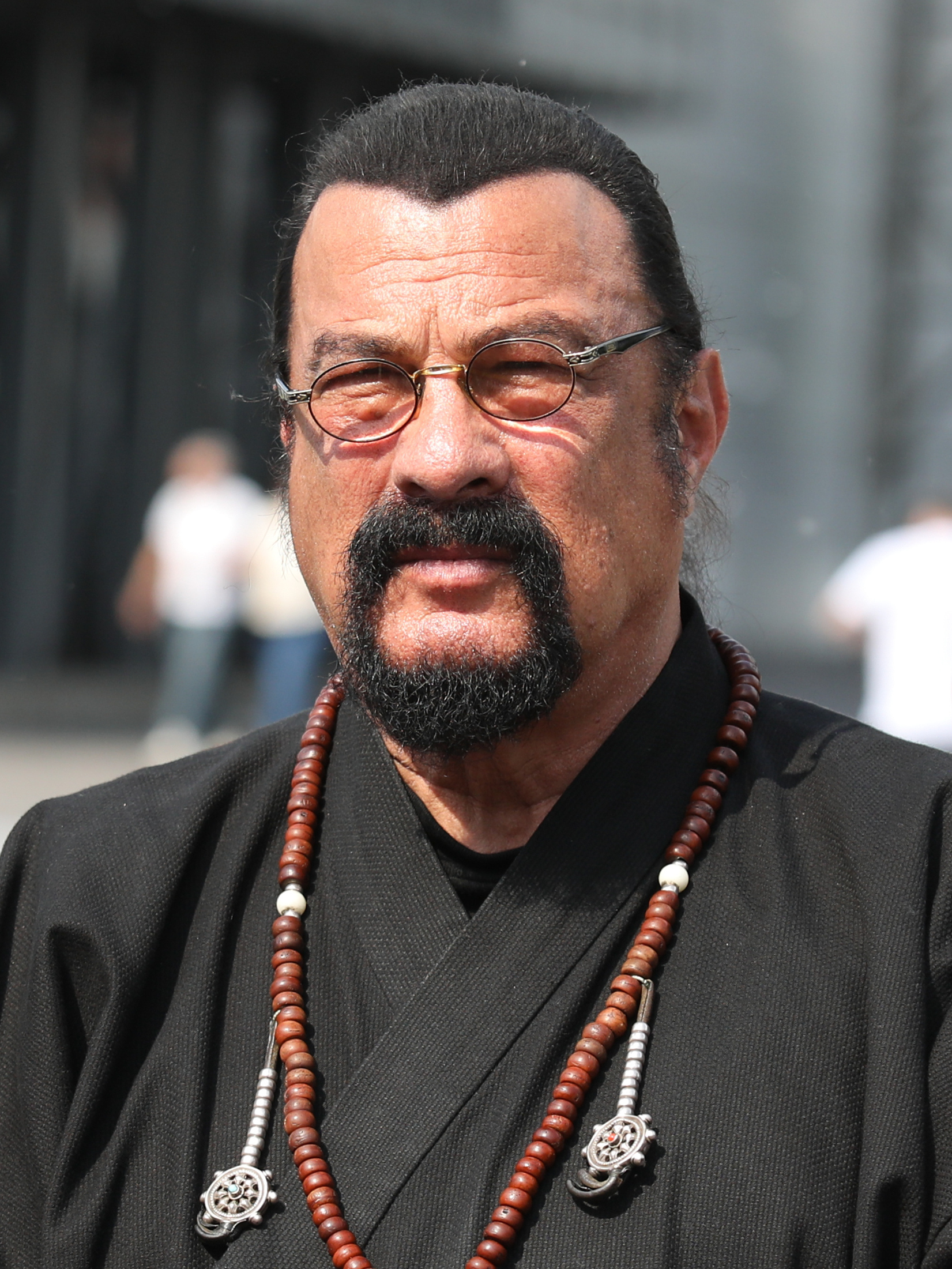
Steven Seagal (* 1952)

- Seager, Kyle (* 1987), US-amerikanischer Baseballspieler in der Major League
- Seager, Sara (* 1971), kanado-amerikanische Astrophysikerin
- Seager, William (* 1952), kanadischer Philosoph
- Seagle, Oscar (1877–1945), US-amerikanischer Sänger und Musikpädagoge
- Seago, Howie (* 1953), US-amerikanischer Schauspieler und Theaterregisseur
- Seagram, Henry Froude († 1843), Gouverneur von Gambia
- Seagrave, Dan (* 1971), britischer Künstler
- Seagrave, Gilbert († 1316), englischer Geistlicher, Bischof von London
- Seagrave, Gilbert († 1312), englischer Geistlicher und Theologe
- Seagrave, Gilbert of, englischer Adliger, Verwalter und Lordrichter
- Seagrave, Hugh († 1387), englischer Ritter, Verwalter und Höfling
- Seagrave, Jocelyn (* 1968), US-amerikanische Schauspielerin
- Seagrave, John, 2. Baron Seagrave († 1325), englischer Adliger und Militär
- Seagrave, Nicholas, 1. Baron Seagrave, englischer Rebell, Adliger und Militär
- Seagrave, Stephen († 1333), englischer Geistlicher, Erzbischof von Armagh
- Seagrave, Sterling (1937–2017), US-amerikanischer Autor, Asienexperte
- Seagrave, Tahnée (* 1995), britische Mountainbikerin
- Seagren, Bob (* 1946), US-amerikanischer Olympiasieger
- Seagrove, Jenny (* 1957), britische SchauspielerinJenny Seagrove (* 1957)

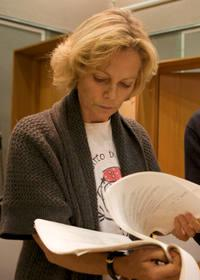
Jenny Seagrove (* 1957)

- Seagrove, William (1898–1980), britischer Mittel- und Langstreckenläufer

### Seah
- Seah, Eng Hee, singapurischer Badmintonspieler

### Seak
- Seak (* 1974), deutscher Graffiti-Künstler

### Seal
- Seal (* 1963), britisch-nigerianischer Popsänger
- Seal, Barry (* 1937), britischer Politiker (Labour Party), MdEP
- Seal, Barry (1939–1986), US-amerikanischer DrogenschmugglerBarry Seal (1939–1986)

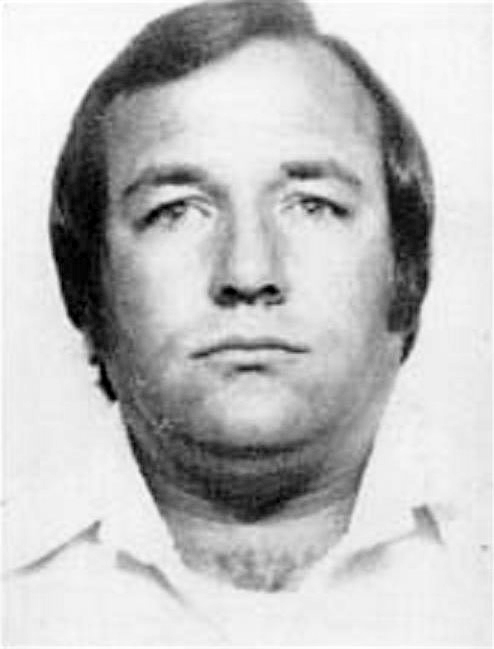
Barry Seal (1939–1986)

- Seal, Elizabeth (* 1933), britische Schauspielerin, Tänzerin und Choreografin
- Seal, Frances Thurber, Anhängerin der Christlichen Wissenschaft
- Seale, Bobby (* 1936), US-amerikanischer Bürgerrechtler
- Seale, Derin, australischer Filmregisseur, Filmproduzent und Drehbuchautor
- Seale, Douglas (1913–1999), englischer Schauspieler
- Seale, Ian (* 1954), kanadischer Sprinter
- Seale, John (* 1942), australischer Kameramann
- Seale-Hayne, Charles (1833–1903), britischer Politiker, Mitglied des House of Commons
- Seales, Franklyn (1952–1990), US-amerikanischer Film- und Theaterschauspieler
- Seales, Ray (* 1952), US-amerikanischer Boxer
- Sealey, Alan (1942–1996), englischer Fußballspieler
- Sealey, Les (1957–2001), englischer Fußballtorhüter
- Sealey, Milton (* 1928), US-amerikanischer Pianist des Swing und Modern Jazz
- Sealey, Raphael (1927–2013), britischer Althistoriker
- Seals, Baby Franklin († 1915), US-amerikanischer Vaudeville-Künstler, Songwriter und Pianist
- Seals, Dan (1948–2009), US-amerikanischer Country- und Softrock-Sänger, -Musiker, und Songwriter
- Seals, Jim (1942–2022), US-amerikanischer Sänger und Musiker
- Seals, Melvin (* 1953), US-amerikanischer Musiker
- Seals, Son (1942–2004), US-amerikanischer Blues-Musiker
- Sealsfield, Charles (1793–1864), amerikanischer Schriftsteller
- Sealtiel, Walter (1890–1948), deutscher jüdischer Zauberkünstler, Karikaturist und Zwangsarbeiter
- Sealy, Austin (* 1939), barbadischer Finanzmanager, Diplomat und Sportfunktionär
- Sealy, Katy (* 1990), belizische Leichtathletin

### Seam
- Seaman, Barbara (1935–2008), US-amerikanische feministische Autorin, Journalistin und Aktivistin
- Seaman, Dave (* 1968), englischer Techno-DJ und Musikproduzent
- Seaman, David (* 1963), englischer FußballtorhüterDavid Seaman (* 1963)

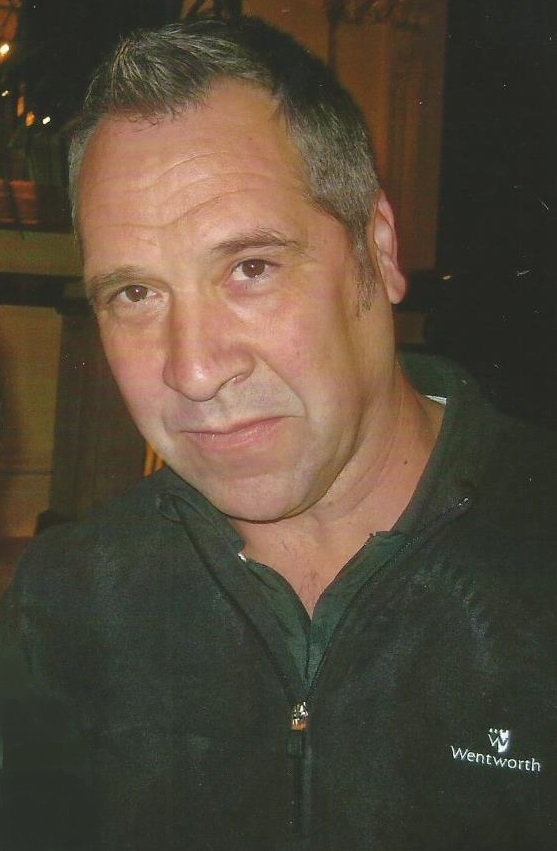
David Seaman (* 1963)

- Seaman, Henry J. (1805–1861), US-amerikanischer Politiker
- Seaman, Jonathan O. (1911–1986), US-amerikanischer Militär, Generalleutnant der US Army
- Seaman, Keith (1920–2013), australischer Gouverneur
- Seaman, Richard (1913–1939), britischer Automobilrennfahrer
- Seaman, Robert (1822–1904), US-amerikanischer Millionär und Industrieller
- Seamans, Robert (1918–2008), US-amerikanischer Politiker
- Seamen, Phil (1926–1972), britischer Jazzschlagzeuger

### Sean
- Sean, Christopher (* 1985), US-amerikanischer Schauspieler und Model
- Sean, Jay (* 1981), britischer R&B-Sänger
- Seanchibtawy Seanchibre, altägyptischer König der 12. Dynastie

### Sear
- Sear, Frank (* 1944), britisch-australischer Klassischer Archäologe
- Sear, George (* 1997), britischer Schauspieler
- Searcy, Arthur (1852–1935), australischer Verwaltungsbeamter
- Searcy, Da’Norris (* 1988), US-amerikanischer American-Football-Spieler
- Searcy, Junior (* 1996), deutsch-US-amerikanischer Basketballspieler
- Searcy, Nick (* 1959), US-amerikanischer SchauspielerNick Searcy (* 1959)

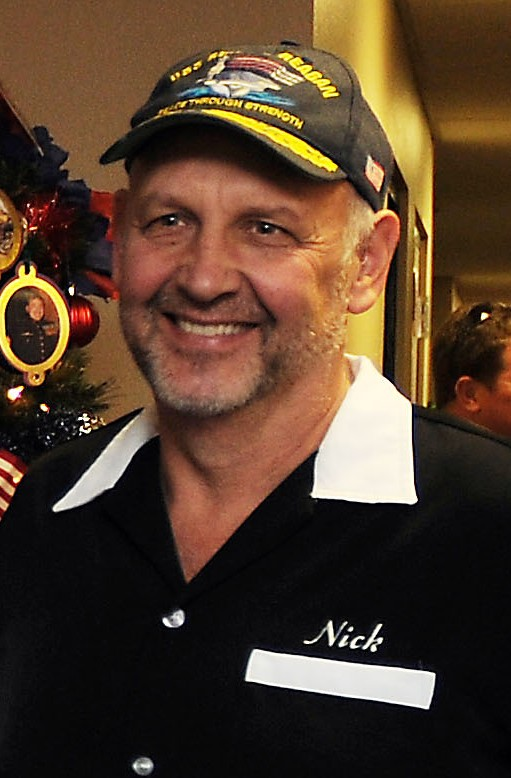
Nick Searcy (* 1959)

- Seare, Dawit (* 2004), eritreischer Langstreckenläufer
- Seares, Frederick Hanley (1873–1964), US-amerikanischer Astronom
- Searfoss, Richard Alan (1956–2018), US-amerikanischer Astronaut
- Searing, John A. (1805–1876), US-amerikanischer Politiker
- Searle, Alaric (* 1962), britischer Militärhistoriker
- Searle, Derek (1928–2003), britischer Geograph
- Searle, George Frederick Charles (1864–1954), englischer Physiker und Lehrer
- Searle, George Mary (1839–1918), US-amerikanischer Astronom und Geistlicher
- Searle, Gregory (* 1972), britischer Ruderer
- Searle, Hedy (1860–1928), deutsche Theater- und Filmschauspielerin
- Searle, Helen (1834–1884), US-amerikanische Malerin
- Searle, Henry (* 2006), britischer Tennisspieler
- Searle, Humphrey (1915–1982), britischer Komponist
- Searle, James (1730–1797), US-amerikanischer Politiker
- Searle, John (* 1932), US-amerikanischer PhilosophJohn Searle (* 1932)

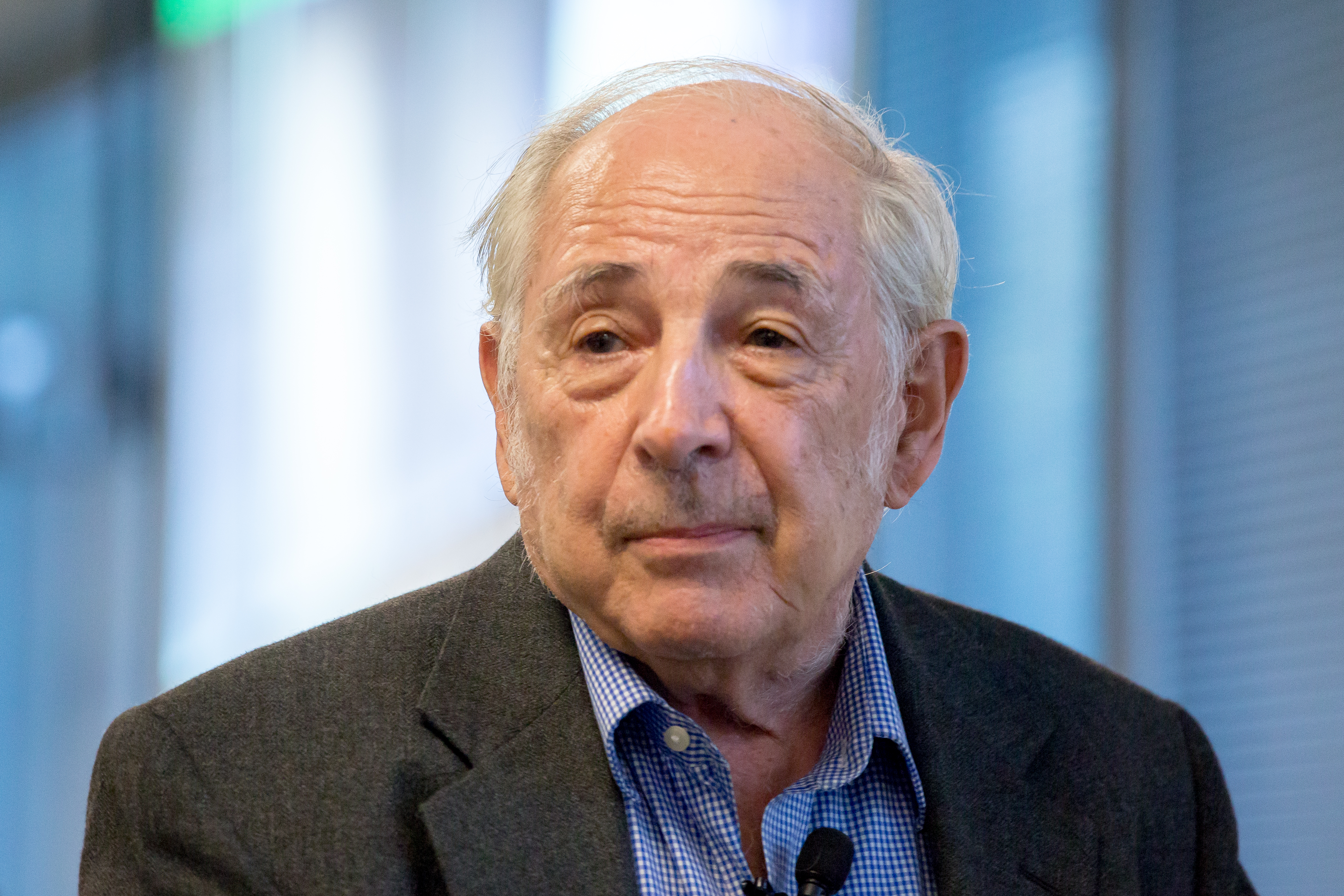
John Searle (* 1932)

- Searle, Jonathan (* 1969), britischer Ruderer
- Searle, Les (* 1937), britischer Jazzmusiker und Komponist
- Searle, Ronald (1920–2011), englischer Zeichner und Karikaturist
- Searle, Ryan (* 1987), englischer DartspielerRyan Searle (* 1987)

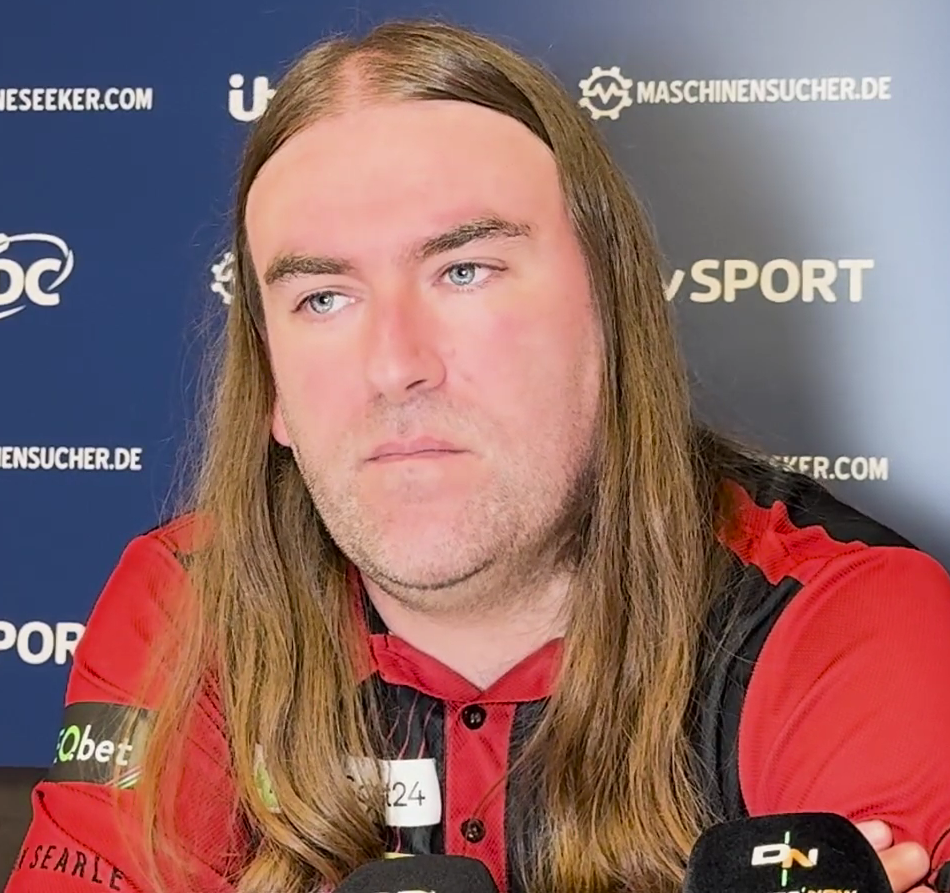
Ryan Searle (* 1987)

- Searle, Vera (1901–1998), englische Läuferin und Sportfunktionärin
- Searles, Mary Frances Sherwood Hopkins (1818–1891), US-amerikanische Millionärin und Mäzenin
- Searls, Doc (* 1947), US-amerikanischer Autor und Redner zum Thema Internet
- Sears, Al (1910–1990), US-amerikanischer Jazzmusiker
- Sears, Barnas (1802–1880), baptistischer Theologe
- Sears, David (* 1955), britischer Unternehmer, Rennstallbesitzer und Autorennfahrer
- Sears, Dawn (1961–2014), US-amerikanische Country-Sängerin und Songwriterin
- Sears, Eleonora (1881–1968), US-amerikanische Tennisspielerin
- Sears, Evelyn (1875–1966), US-amerikanische Tennisspielerin
- Sears, Francis (1898–1975), US-amerikanischer Physiker
- Sears, Fred F. (1913–1957), US-amerikanischer Filmregisseur und Schauspieler
- Sears, Freddie (* 1989), englischer Fußballspieler
- Sears, Heather (1935–1994), britische Schauspielerin
- Sears, Henry (1870–1920), US-amerikanischer Sportschütze
- Sears, Jack (1930–2016), britischer Autorennfahrer
- Sears, Jason (1968–2006), US-amerikanischer Sänger der Punkband Rich Kids on LSD
- Sears, John (1936–1999), US-amerikanischer Autorennfahrer
- Sears, John (1940–2020), amerikanischer Anwalt und republikanischer Politstratege
- Sears, Justin (* 1994), US-amerikanischer Basketballspieler
- Sears, Mary (1905–1997), US-amerikanische Zoologin und Ozeanografin
- Sears, Mary (* 1939), US-amerikanische Schwimmerin
- Sears, Richard (1861–1943), US-amerikanischer Tennisspieler
- Sears, Richard Warren (1863–1914), US-amerikanischer Unternehmer und Gründer des Versandhandels
- Sears, Robert (1884–1979), US-amerikanischer Fechter, Pentathlet und Offizier
- Sears, Robert R. (1908–1989), US-amerikanischer Psychologe und Professor
- Sears, Sarah Choate (1858–1935), amerikanische Fotografin, Malerin, Kunstsammlerin und -mäzenin
- Sears, Steven L. (* 1957), amerikanischer Drehbuchautor und Filmproduzent
- Sears, Teddy (* 1977), US-amerikanischer SchauspielerTeddy Sears (* 1977)

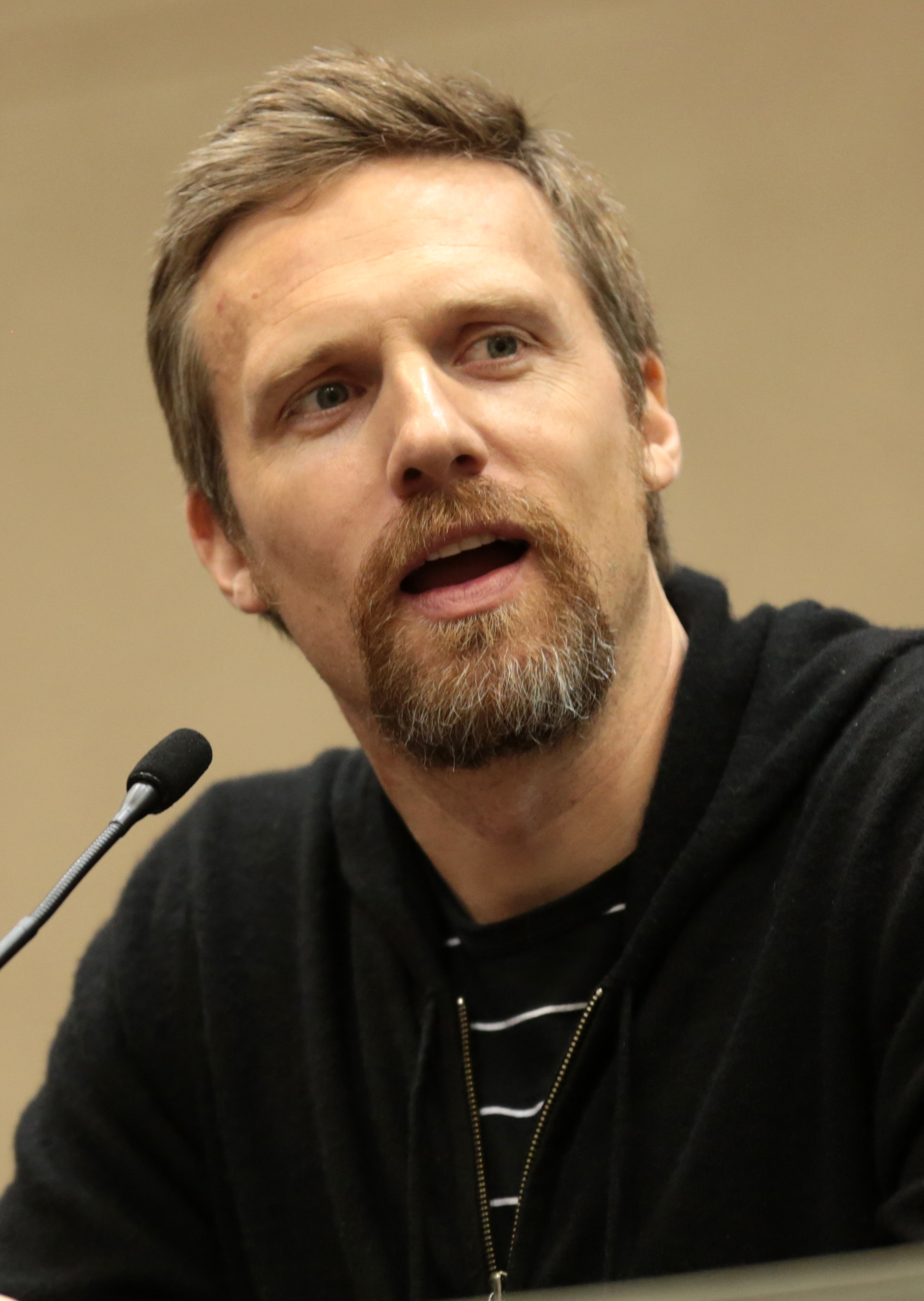
Teddy Sears (* 1977)

- Sears, Tommy (1911–1975), englischer Tischtennisspieler
- Sears, Vic (1918–2006), US-amerikanischer American-Football-Spieler
- Sears, William (1911–1992), US-amerikanischer Autor und Bahai
- Sears, William (* 1939), US-amerikanischer Arzt der Kinderheilkunde
- Sears, William J. (1874–1944), US-amerikanischer Politiker
- Sears, William R. (1913–2002), US-amerikanischer Flugzeugingenieur
- Sears, Willis G. (1860–1949), US-amerikanischer Politiker (Republikanische Partei)
- Sears, Winsome (* 1964), US-amerikanische Politikerin, Soldatin und Geschäftsfrau

### Seas
- Seashore, Carl Emil (1866–1949), US-amerikanischer Psychologe
- Seasick Steve (* 1951), US-amerikanischer BluesmusikerSeasick Steve (* 1951)

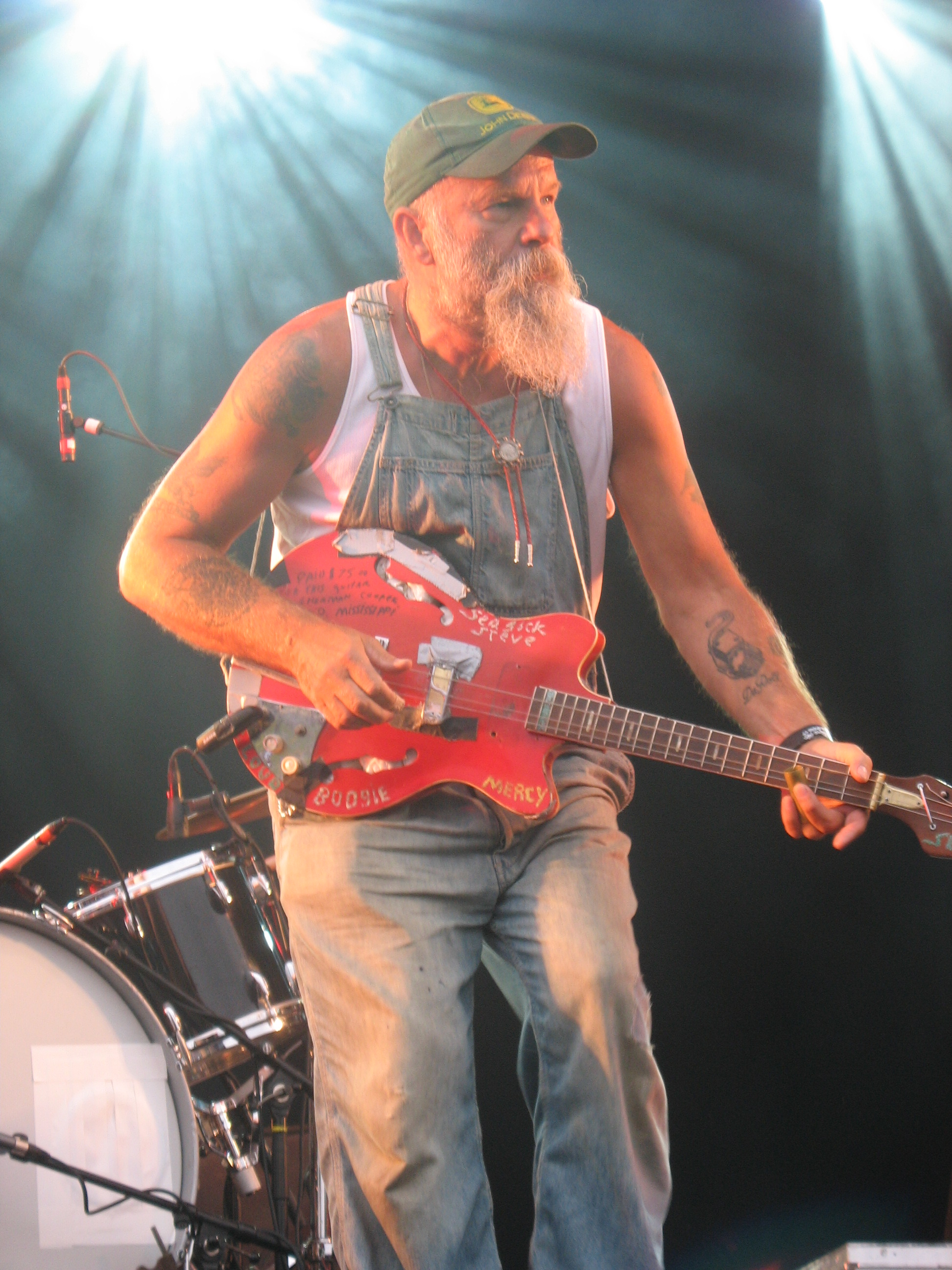
Seasick Steve (* 1951)

- Seastrand, Andrea (* 1941), US-amerikanische Politikerin

### Seat
- Seater, Michael (* 1987), kanadischer Schauspieler
- Seath, David (1914–1997), neuseeländischer Politiker, Minister und Abgeordneter
- Seath, Ethel (1879–1963), kanadische Malerin, Illustratorin und Kunstlehrerin
- Seatile, Isaac (* 1973), lesothischer Leichtathlet
- Seaton, Anna (* 1964), US-amerikanische Ruderin
- Seaton, Fred Andrew (1909–1974), US-amerikanischer Politiker
- Seaton, George (1911–1979), US-amerikanischer Drehbuchautor, Filmregisseur und Filmproduzent.
- Seaton, James († 1625), schwedischer Oberst und Regimentsinhaber
- Seaton, Lynn (* 1957), US-amerikanischer Bassist
- Seaton, Mary (* 1956), US-amerikanische Skirennläuferin
- Seaton, Michael (* 1996), jamaikanischer Fußballspieler
- Seaton, Michael J. (1923–2007), englischer Astronom, Physiker und Mathematiker
- Seaton, Nigel, Chemieingenieur
- Seaton, Samuel Weymouth Tapley (1950–2023), Politiker aus St. Kitts und Nevis
- Seaton, Taylor (* 1990), US-amerikanischer Freestyle-Skisportler
- Seaton, William Winston (1785–1866), US-amerikanischer Politiker
- Seatter, Natasha (* 1993), malaysische Autorennfahrerin
- Seattle († 1866), US-amerikanischer Indianerhäuptling vom Volk der DuwamishSeattle († 1866)

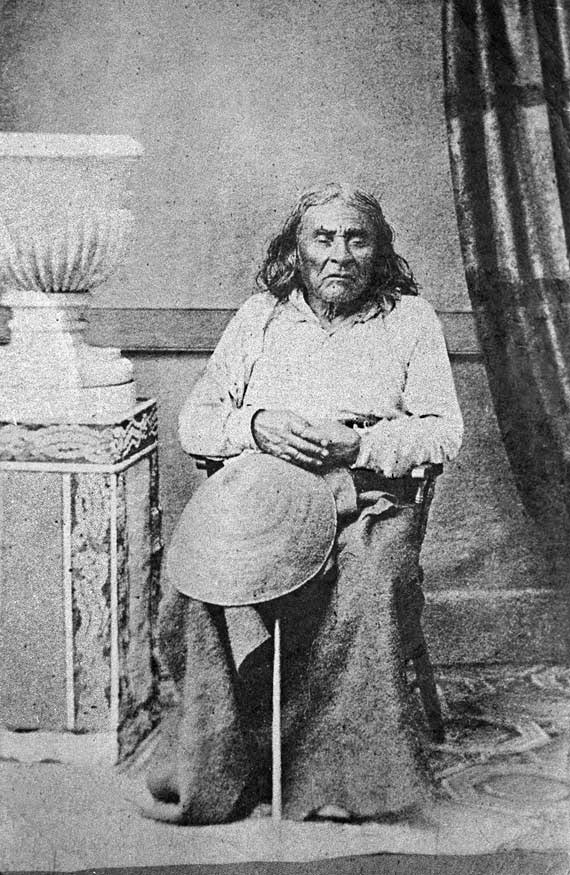
Seattle († 1866)

### Seau
- Seau, Junior (1969–2012), US-amerikanischer American-Football-Spieler

### Seav
- Seaver, Ebenezer (1763–1844), US-amerikanischer Politiker
- Seaver, Jay Webber (1855–1915), US-amerikanischer Mediziner und Pionier der Anthropometrie
- Seaver, Kirsten A. (* 1934), norwegisch-amerikanische Schriftstellerin und Historikerin
- Seaver, Richard (1926–2009), US-amerikanischer Verleger und Übersetzer
- Seaver, Tom (1944–2020), US-amerikanischer Baseballspieler
- Seavey, Dallas (* 1987), US-amerikanischer Musher, Iditarod-Sieger
- Seavula, Sisilia (* 1995), fidschianische Leichtathletin

### Seaw
- Seaward, Tracey (* 1965), englische Filmproduzentin
- Seaweed, Willie († 1967), kanadischer Holzschnitzkünstler vom Volk der Kwakiutl
- Seawell, Ben (1957–2023), US-amerikanischer Jazzmusiker (Bass)
- Seawell, Molly Elliot (1853–1916), US-amerikanische Schriftstellerin
- Seawright, Roy (1905–1991), US-amerikanischer Spezialeffektkünstler

### Seax
- Seaxburg, Königin von Wessex
- Seaxburg, angelsächsische Heilige

### Seay
- Seay, Abraham Jefferson (1832–1915), US-amerikanischer Politiker
- Seay, Albert (1916–1984), US-amerikanischer Musikwissenschaftler
- Seay, Clarence (* 1957), US-amerikanischer Jazz-Bassist und Komponist
- Seay, Edward T. (1868–1941), US-amerikanischer Politiker
- Seay, Thomas (1846–1896), US-amerikanischer Politiker

### Seaz
- Seazer, J. A. (* 1948), japanischer Musiker und Komponist